# Coosje van Bruggen
Coosje van Bruggen (Groningen, 6 de juny de 1942 - Los Angeles, 10 de gener de 2009) va ser una escultora, historiadora de l'art i crítica neerlandesa estatunidenca coneguda per les escultures públiques de colors que va crear a tot el món amb el seu marit, l'artista pop Claes Oldenburg. Amb ell, va afaiçonar escultures monumentals als EUA, Europa i Àsia.
Va fer la seva primera escultura pública, junt amb Oldenburg, amb la realització de «Flashlight» (1978-81), una reproducció ampliada d'una llanterna negra d'11,73 metres d'alçada (38 peus i 6 polzades) i un pes de 33,56 tones emplaçada al campus de la Universitat de Nevada a Las Vegas.
Entre les escultures produïdes als Estats Units, es pot assenyalar «Free Stamp» (1982-91), un segell de goma gegant muntada a la ciutat de Cleveland i els «Shuttlecocks» ("«Volants de bàdminton», 1992-94) realitzat pel Nelson-Atkins Museum of Art a la Ciutat de Kansas. A Friburg de Brisgòvia, Alemanya, va crear l'escultura «Gartenschlauch» («Mànega de regar», 1980-83) en honor de les hortes populars que hi havien hagut en aquell indret, tot i que la idea inicial per a aquest emplaçament era posar un text mig colgat d'un escrit de Goethe, o d'Erasme de Rotterdam, que havia passat una estada a la ciutat, i va haver-hi un intent de fer que la disposició de la mànega s'apropés a la paraula "Erasme". L'obra, dinàmica i fluïda, s'ofereix com un grafit gegant en l'espai.[El text no es troba en l'article citat...]

## Galeria d'imatges

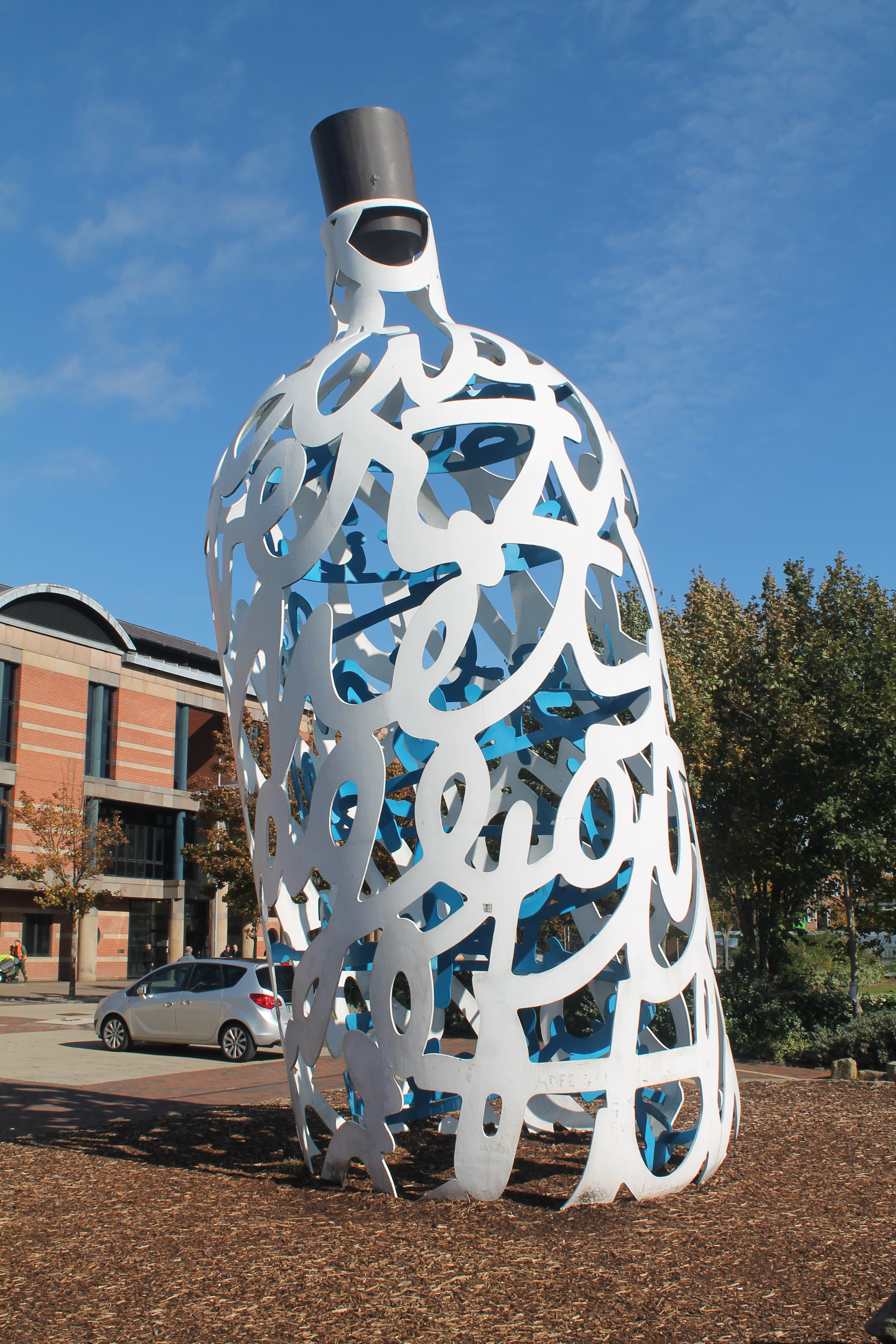
Bottle O'Notes (1993), Middlesborough
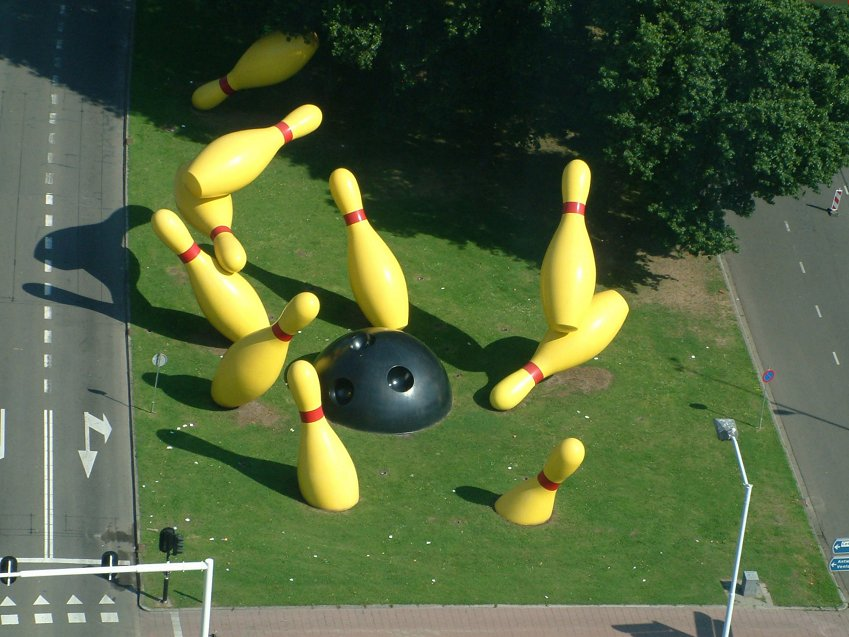
Flying Pins (2000), Eindhoven
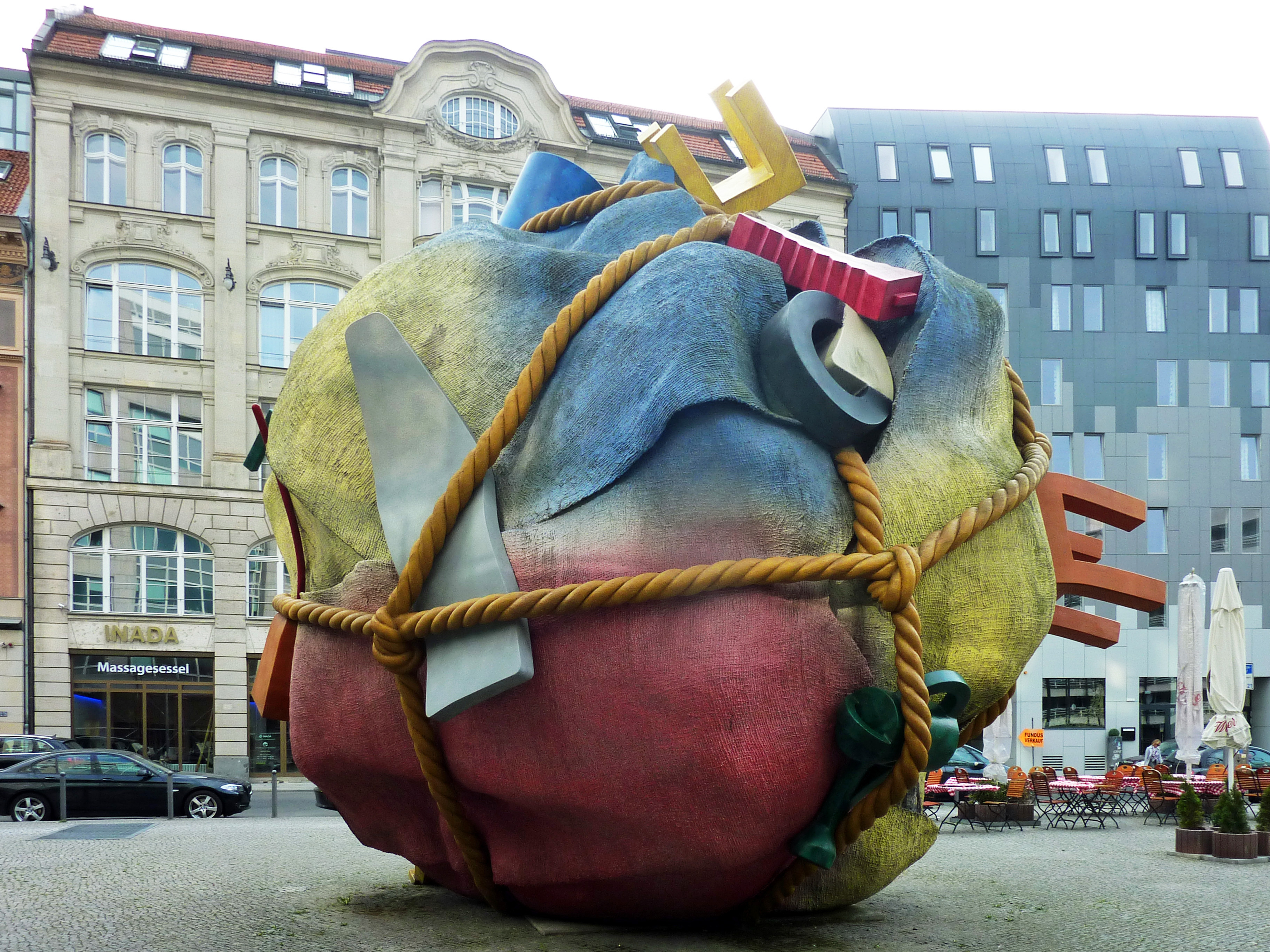
Houseball (1996), Berlin